# Roland Calvert Cubitt
Pour les articles homonymes, voir Cubitt.
Titre
3e Baron Ashcombe
27 octobre 1947 – 28 octobre 1962
Roland Calvert Cubitt, né le 26 janvier 1899 et décédé le 28 octobre 1962 est un pair héréditaire britannique, titré baron Ashcombe, jusqu'à son décès le 28 octobre 1962.
Père de Rosalind Cubitt, il est aussi grand-père de Camilla Shand, reine consort du Royaume-Uni depuis 2022 en tant qu'épouse du roi Charles III.

## Famille
Le 16 novembre 1920, Cubitt se marie avec Sonia Rosemary Keppel, fille du George Keppel (3e fils du 7e comte d'Albemarle) et de son épouse Alice née Edmonstone, à la « Guards' Chapel » aux Wellington Barracks à Londres, SW1; ils divorcent en 1947 et ont :
- Rosalind Cubitt (1921–1994), épouse de Bruce Shand, dont :
  - Camilla Rosemary Shand (née le 17 juillet 1947), épouse d'Andrew Parker Bowles (1973-1995) puis de Charles III.
  - Sonia Annabel Shand (née le 2 février 1949), épouse de Simon Elliot
  - Mark Roland Shand (né le 28 juin 1951 et décédé le 23 avril 2014), marié avec Clio Goldsmith
- Henry Cubitt (4e baron Ashcombe)
- Jeremy Cubitt.

Mort le 28 octobre 1962, le baron Ashcombe est enterré dans le cimetière de l'église St. Barnabas à Ranmore Common, Surrey.